# Salvatore Giovanni Rinaldi
Salvatore Giovanni Rinaldi (Cimitile, 3 maggio 1937) è un vescovo cattolico italiano, dal 18 settembre 2013 vescovo emerito di Acerra.

## Biografia
Nasce a Cimitile, in provincia di Napoli e diocesi di Nola, il 3 maggio 1937.

### Formazione e ministero sacerdotale
Dopo le elementari entra nel seminario minore di Nola, poi in quello maggiore di Salerno, poi alla facoltà teologica di Posillipo (Napoli) completando gli studi teologici.
Il 2 luglio 1961 è ordinato presbitero, nella cattedrale di Nola, dal vescovo Adolfo Binni.
Dopo l'ordinazione perfeziona gli studi all'Università Cattolica del Sacro Cuore di Milano, dove consegue la laurea in lettere e filosofia.
Nella diocesi di appartenenza svolge numerosi incarichi, quali: prefetto al seminario, professore di filosofia al liceo vescovile e all'Istituto superiore di scienze religiose di Nola, padre spirituale dei seminaristi, professore di francese, assistente diocesano di Azione Cattolica, parroco della chiesa di Santa Maria Stella di Nola.
Vicario generale della diocesi di Nola dal 1970 al 1983, poi parroco e primicerio della insigne chiesa collegiata di Santa Maria delle Grazie di Marigliano.

### Ministero episcopale
Il 7 dicembre 1999 papa Giovanni Paolo II lo nomina vescovo di Acerra; succede ad Antonio Riboldi, dimessosi per raggiunti limiti di età. Il 29 gennaio 2000 riceve l'ordinazione episcopale, nella cattedrale di Nola, dal cardinale Michele Giordano, arcivescovo metropolita di Napoli, co-consacranti l'arcivescovo Beniamino Depalma, vescovo di Nola, e il suo predecessore ad Acerra Antonio Riboldi.
Il 14 ottobre 2001 riapre, dopo un lungo periodo di chiusura, il seminario ad Acerra; durante il suo episcopato, durato quasi quattordici anni, ordina dodici sacerdoti.
Dal 2002 al febbraio 2012 è delegato per l'educazione, la scuola e l'università della Conferenza episcopale campana.
Il 18 settembre 2013 papa Francesco accoglie la sua rinuncia, presentata per raggiunti limiti di età, al governo pastorale della diocesi di Acerra; gli succede Antonio Di Donna, fino ad allora vescovo ausiliare e vicario generale dell'arcidiocesi di Napoli. Rimane amministratore apostolico della diocesi fino all'ingresso del successore, avvenuto il 10 novembre. Da vescovo emerito si ritira nel paese natio.

## Genealogia episcopale
La genealogia episcopale è:
- Cardinale Scipione Rebiba
- Cardinale Giulio Antonio Santori
- Cardinale Girolamo Bernerio, O.P.
- Arcivescovo Galeazzo Sanvitale
- Cardinale Ludovico Ludovisi
- Cardinale Luigi Caetani
- Cardinale Ulderico Carpegna
- Cardinale Paluzzo Paluzzi Altieri degli Albertoni
- Papa Benedetto XIII
- Papa Benedetto XIV
- Cardinale Enrico Enriquez
- Arcivescovo Manuel Quintano Bonifaz
- Cardinale Buenaventura Córdoba Espinosa de la Cerda
- Cardinale Giuseppe Maria Doria Pamphilj
- Papa Pio VIII
- Papa Pio IX
- Cardinale Alessandro Franchi
- Cardinale Giovanni Simeoni
- Cardinale Vincenzo Vannutelli
- Cardinale Giovanni Battista Nasalli Rocca di Corneliano
- Cardinale Marcello Mimmi
- Cardinale Michele Giordano
- Vescovo Salvatore Giovanni Rinaldi